# 伊達グルーヴ
『伊達グルーヴ』（だてグルーヴ）は、島田英次郎による日本のギャグ漫画作品。

## 概要
島田英次郎の初の週刊誌連載漫画。第1話は巻頭カラー掲載であった。当初は主人公であるもてない高校生・伊達が、ヒロインの友里と恋人関係になるために行う様々な奇行を描いたギャグ漫画であったが、その路線は第11話(単行本では第10話)で終了し、以後は単に伊達の奇行を描くギャグ漫画となった。他の講談社の漫画のパロディネタが度々登場する。
単行本は全2巻で全話収録。ただし本誌掲載時の第1話と第2話は、単行本では1話分に編集されているため、以降の話数は1話ずつずれている。第2巻には、『週刊少年マガジン』1998年第1号に掲載された読み切り作品「プラウドマン」も同時収録されている。
また同書は2008年現在絶版だが、同じ作者の作品『お憑かれさん』の単行本のカバー袖に「KC島田英次郎作品」としてクレジットされている（ただし「絶版」とも書かれている）。これは一種の自虐ネタと思われる。

## あらすじ
生まれて以来彼女いない歴更新中の少年・伊達正義は、高校入学を期に今度こそ彼女を作ろうとするが、やはり女に相手にされない毎日を送っていた。そんなある日、違うクラスの美少女に「恋人の芝居をして欲しい」と頼まれるが…。

## 主な登場人物
伊達正義（だて まさよし）
主人公。南袋中という中学から私立桜台高校に進学した少年。クラスは1年3組。
髪の毛を固めることで身長を伸ばし、180cmと言い張っている。覗きが趣味で、入学早々「彼氏にしたくない男子アンケート」で1位に輝いたほどの嫌われ者。補習を受けないと単位が危ないと言われるほど成績も悪い。
もてるために入ったバスケットボール部は2日でクビになっている。水泳は少なくともクロールで25mは可能。彼女を作ることを悲願としており、恋愛成就やライバルの蹴落としのためならどんな汚い手でも使うが、本気で惚れた相手には真摯に接しようという気持ちは一応ある。趣味は永谷園のカード集め。
家は貧しく、10歳の時まで母親からパンをケーキだと思い込まされていた。弟か妹が存在する。自宅は2階建て。
なぜか一時期、『世界の車窓』というビデオにハマっていた。
荒川薫（あらかわ かおる）
伊達の悪友。高校では同級生で、中学でも一緒だった。口調は関西弁。
眼鏡をかけており、髪形も相まってジャン・レノを思わせる顔付きとなっている。彼氏にしたくない男子アンケートでは伊達と同率1位だったが、伊達が覗きをして更に嫌われたことで1位は脱出できた。
伊達同様、クロールで25mは泳げる。『BOYS BE…』を全巻読破しており、目を見るだけで女が恋しているかどうかを見抜けると嘯く。
写真を切り貼りしたり、水着グラビアを加工したりして彼女のいない渇きを潤している。男のマナーとして避妊具を持ち歩いてもいる。
女装した南に一目惚れし、伊達と柴田の工作によって彼を男でも構わないと思うまでになり、性転換させるべくモロッコに旅立とうとしたが、最終回では正気に戻っていた。
鹿谷友里（ろくや ゆうり）
1年1組。常に無表情で感情の起伏が少ない。男に下着姿を見られても平然としており、色恋沙汰にも興味がない。3度の食事以外は食べない主義。
自分にしつこく言い寄る織田を追い払うべく伊達に彼氏を演じて欲しいと依頼する。伊達の下心には気付いておらず、本心から感謝しており、暴漢に襲われた時は彼に内心助けを求めていた。
ふとした誤解から自分は伊達に恋していると思い込み、本当に彼女になろうと決意するが、ギリギリでその誤解に気付き、交際を断った。
以後登場しなくなるが、最終回に1コマだけ顔を見せていた。
織田一輝（おだ かずき）
校内に多くの女性ファンを持つ、ハンサムな男。
友里に交際を申し込み断られるが、自分に絶対の自信を持つ故に振られたことを理解できず、しつこく彼女に付きまとい、ストーカー扱いを受けていた。伊達の自作自演日記を見たことで彼らが本気で交際していると思い込み、あの手この手で破局させようとする。性格は悪いが、ブサイクな男であっても他に取り得があれば認めるという一面もある。
最後は伊達によって理容院に連れ込まれ、髪型を彼と同じものに変えられる。その後どうなったのかは不明。
南（みなみ）
廃部寸前の男子水泳部のキャプテン。性格はお人好しだが女性が苦手で、水着の女性を見ると思わず身構える。
合コンの人数合わせの為に女装して「山田みなみ」を名乗るが、荒川に惚れられ求婚された。
柴田理香子（しばた りかこ）
女子水泳部のキャプテン。自宅は一戸建ての2階建て。
性格は意地悪だが、南の水泳への情熱は認めている。
父親に森本レオの声で『家出のドリッピー』を読んでもらっている。